# Tiramisù (Osimo)
Il nome Tiramisù fa riferimento alla funicolare (per essere precisi all'ascensore inclinato) che collega la parte sud della cittadina di Osimo, in provincia di Ancona, con il centro cittadino. L'impianto è stato realizzato dalla Leitner ed è nato nel 2004.

## Caratteristiche
L'impianto è un ascensore inclinato e ricorda molto il sistema in uso a Bergamo presso la funicolare di Bergamo Alta: è infatti realizzato a due binari, in modo tale da fornire un doppio servizio. Di conseguenza le cabine sono due e ognuna si alterna nella salita o nella discesa. Le cabine si incontrano a metà del percorso. Gli interni, molto moderni e tecnologici, sono opera della Leitner, cosi come anche le rotaie e tutto quello che riguarda la meccanica.

### Percorso
| Unknown route-map component "uKACCa" |

| Unknown route-map component "utSTRa" |

| Unknown route-map component "utKACCe" |

Il percorso non è molto lungo e si svolge in parte all'aperto e in parte in galleria. Il percorso del Tiramisù è così strutturato: si parte dalla stazione di Via Cristoforo Colombo, nei pressi di uno spiazzato e si inizia la salita, che avviene all'interno di una galleria. Poco dopo si esce all'aperto e dopo pochi metri, vediamo le due cabine incrociarsi. Ripreso il percorso, la vettura continua a salire fino alla stazione di vetta, sita in una piccola traversa pedonale di via Cinque Torri.

## Interscambi
Presso la stazione di Via Cristoforo Colombo è sito un maxiparcheggio di interscambio, in modo tale da far agevolare l'accesso al centro città ai turisti. Presso sempre la stazione di valle è sita inoltre un'autostazione di autobus da/per Ancona e i comuni limitrofi.